# 布尔韦勒
布尔韦勒是德国莱茵兰-普法尔茨州的一个市镇。总面积6.29平方公里，总人口827人，其中男性398人，女性429人（2011年12月31日），人口密度131人/平方公里。